# Lâu đài Topoľčiansky
Lâu đài Topoľčiansky (tiếng Slovakia: Topoľčiansky hrad) là tàn tích của một lâu đài thời Trung cổ nằm ở phía đông nam của dãy núi Považský Inovec. Lâu đài tọa lạc ở độ cao 525 mét so với mực nước biển, thuộc địa phận làng Podhradie, vùng Nitra, Slovakia.

## Lịch sử
Theo văn bản lâu đời nhất có niên đại vào năm 1235, lâu đài Topoľčiansky được liệt kê là tài sản hoàng gia. Kể từ khi thành lập, lâu đài nhiều lần thay đổi chủ sở hữu. Theo những gì được kể lại, lâu đài bị thủy thủ đoàn của quân đội Hussite chiếm đóng và sử dụng trong khoảng thời gian 1431 - 1434. Tuy nhiên, những phát hiện khảo cổ học lại cho thấy rằng người Hussite chưa bao giờ đến lâu đài này. Vào đầu thế kỷ 18, trong cuộc nổi dậy của Hoàng tử xứ Transylvania Francis II. Rákoci, lâu đài bị quân triều đình tàn phá nặng nề. Vào cuối thế kỷ 19, tòa tháp chính và một phần công sự theo phong cách lãng mạn vẫn còn nguyên vẹn, nên được bảo tồn. Chủ sở hữu cuối cùng của lâu đài là gia đình Stummer.

## Mô tả
Lâu đài Topoľčiansky ngày nay vẫn còn sót lại một tòa tháp hình lăng trụ. Xung quanh tòa tháp này là những vết tích của một cung điện lâu đài và các công sự.